# اخلاق‌گرایی اقتصادی

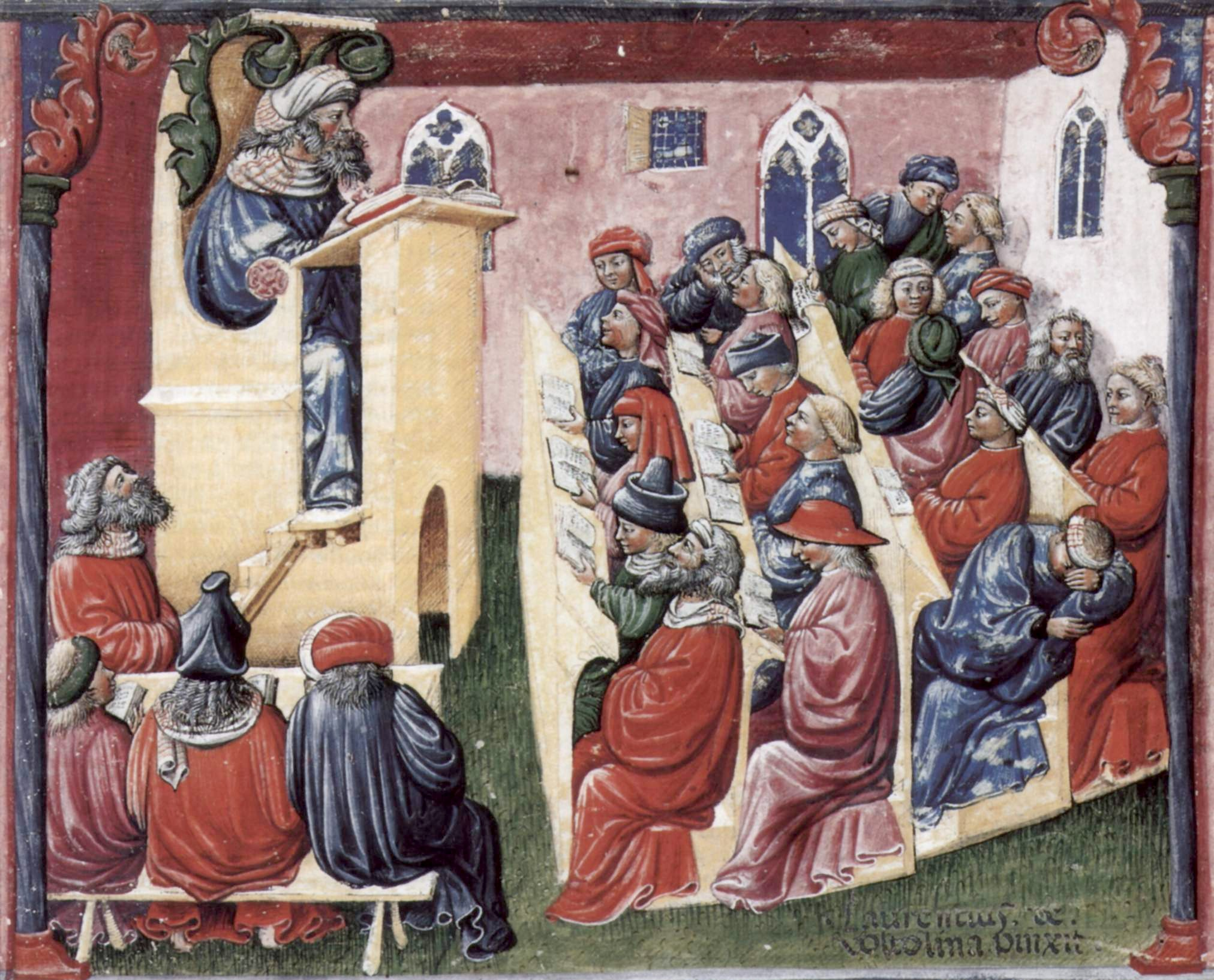
قرن چهاردهم نقاشی از یک مدرسه(اسکول)

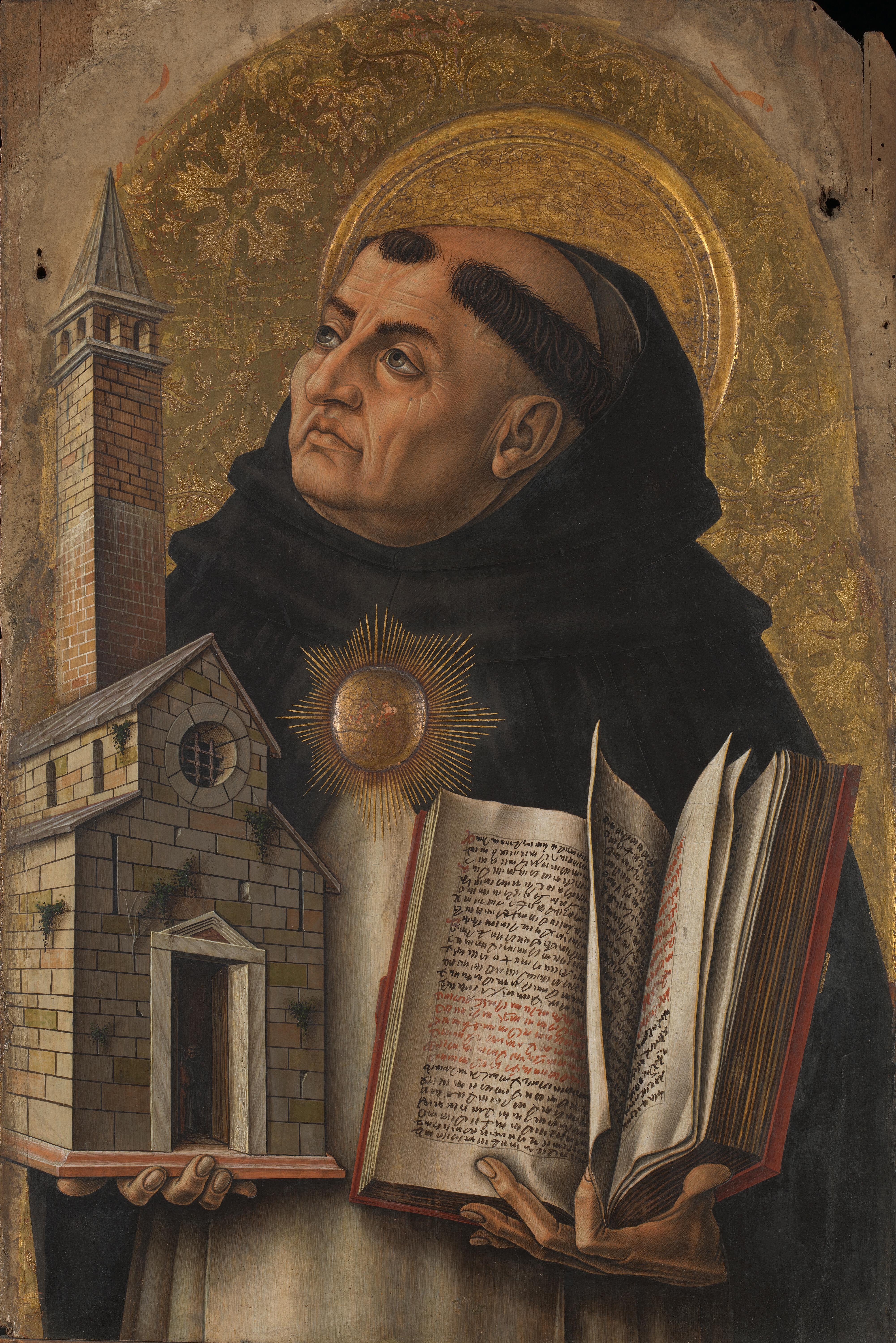
توماس آکویناس

اسکولاستیک، از ریشه لاتین اسکولا، به معنی مدرسه می‌باشد. در قرون وسطی، علم و حکمت، تنها در مدارس کلیسا، تدریس می‌شد؛ بنا بر این، مجموعه علم و حکمت، منتسب به مدرسه و به نام اسکولاستیک، معروف شد، و طرفداران این مکتب، مدرسیون، نام گرفتند. از نمایندگان این مکتب، می‌شود به توماس آکویناس و آلبرتوس ماگنوس، اشاره کرد.
این مکتب از قرن نهم تا پانزدهم میلادی رواج داشت و هدفش بسط تعالیم حضرت عیسی توسط فلسفه یونان بود.از دیدگاه اقتصادی این مکتب نوعی اقتصاد ملی بر مبنای اخلاق ارائه می‌کند و مسائل اقتصادی تا حدی که مربوط به اخلاق و تعالیم مسیحیت است مورد بررسی قرار می‌گیرد.
مهمترین نظریات این مکتب شناختن حق لوازم زندگی برای افراد انسان است و در پی آن شناخت حق فرد برای داشتن کالاهای مورد نیاز و همچنین درآمدی که بتواند زندگی انسان را در سلسه مراتبی که خداوند مقدر نموده تأمین نماید.نقش این مکتب را نباید در شکل گیری نظامهای اقتصادی در قرون وسطی نادیده گرفت.دستمزد عادلانه که نه بر اساس عرضه و تقاضای نیروی کار در بازار شکل گرفته باشد بلکه بر اساس اصول اخلاقی مکتب اسکولاستیک باید تأمین‌کننده زندگی متعارفی برای مزد بگیران باشد در کنار سایر تعلیمات این مکتب باعث شد که در طول حیات این مکتب در طی حدود ۶ قرن تضاد طبقاتی میان طبقه کارگر و کارفرما از بین برود.
نظریه قیمت عادلانه نیز در همین ارتباط ارائه شد در واقع قیمت عادلانه قیمتی است که در بر گیرنده هزینه تولید و همچنین شامل سودی باشد که زندگی متعارف تولیدکننده یا فروشنده را تأمین نماید.
یکی از عواملی که باعث سرعت گرفتن شکل گیری نظام سرمایه داری بود کنار گذاشتن آموزه‌های این مکتب در مورد نرخ بهره بود. چون این مکتب علاوه بر اینکه بهره را سودی ناشی از نیاز دیگران و پدیده‌ای غیر اخلاقی می‌دانست معتقد بود بهره ناشی از اختلاف زمان است و چون زمان هدیه الهی است پس منفعت بردن از این هدیه خداوند امری نکوهش شده و از لحاظ اخلاقی محکوم است.